# Eliel Aspelin-Haapkylä
Eliel Aspelin-Haapkylä, före 1906 Aspelin, född 9 oktober 1847 i Vetil, död 11 januari 1917 i Helsingfors, var en finländsk litteratur- och konsthistoriker.
Han var bror till arkeologen Johan Reinhold Aspelin.

## Biografi
Aspelin blev student 1865 och filosofie magister 1873. Efter studier av den finska kyrkliga konstens historia och studieresor i utlandet skrev han 1878 en avhandling om medeltida flygelaltare. På den blev han filosofie doktor 1879. Han var docent i konsthistoria från 1880 till 1892, extraordinarie professor i estetik och nyare litteratur från 1892 till 1901 och ordinarie professor från 1901 till 1908.
Vid sin avgång från professorskapet fick han statsråds titel. I egenskap av ordförande i många kulturorganisationer, som till exempel Finska litteratursällskapet, var den fennomanske Aspelin-Haapkylä en central figur i finskspråkiga kulturkretsar. Han var den förste estetikern som skrev på även finska. 
Från och med 1906 kallade han sig alltså Aspelin-Haapkylä, ett slags halvhjärtad förfinskning som tillämpades av flera akademiker, till exempel Richard Danielson-Kalmari.
Aspelin-Haapkylä hyste stort intresse för Finland och dess folk; han såg Gustaf Retzius verk som ett vaknande intresse för finsk kultur och finska förhållanden. Retzius hade på 1870-talet mätt skallar på levande finnar och jämförde med kranier på Helsingfors museum. Lika väl som ett lojalt och broderligt erkännande av det finska nationella arbetet måste ett vetenskapligt verk som Finska kranier (1878) stärka banden av aktning och kärlek mellan Finland och Sverige, menade Aspelin-Haapkylä i en recension i Nordisk Tidskrift.

### Uppslagsverk
- Aspelin, 2. Eliel i Nordisk familjebok (andra upplagan, 1904)
- Aspelin-Haapkylä, Eliel i Projekt Runeberg